# Johannes Hadlaub
Johannes Hadlaub, anche Hadeloube (Zurigo, circa 1280 – prima del 1340), è stato un paroliere medio-alto tedesco e Minnesänger svizzero.
Il corpus canoro di Hadlaub è molto esteso e comprende, oltre a numerosi minnelieder, raccolte di canzoni, dörper, tagelieder e leichs. Le sue opere sono state scritte intorno al 1300 e appartengono al periodo tardo dei Minnesänger. Una caratteristica speciale di alcune delle sue opere è il nominare personalità storicamente esistite della regione intorno a Costanza e Zurigo. Ad Hadlaub è attribuito un ruolo speciale nella creazione del Grande Manoscritto della Canzone di Heidelberg (anche: Codex Manesse o Manessische Liederhandschrift).
Gottfried Keller ne ha lasciato memoria nella novella Hadlaub, appartenente al ciclo delle Züricher Novellen del 1878.

Nel 1885 la città di Zurigo gli ha dedicato un monumento.

## Biografia
Hadlaub conosceva la famiglia patrizia dei Manesse e la badessa imperiale Elisabeth von Wetzikon: di lui è conservata una descrizione elogiativa nella poesia lirica raccolta nel “Codex Manesse”. Si ipotizza che abbia giocato un ruolo importante nella creazione della raccolta. Della sua opera sono tramandate 53 Minnelieder, oltre alle canzoni per il raccolto e l'autunno e un Leich.

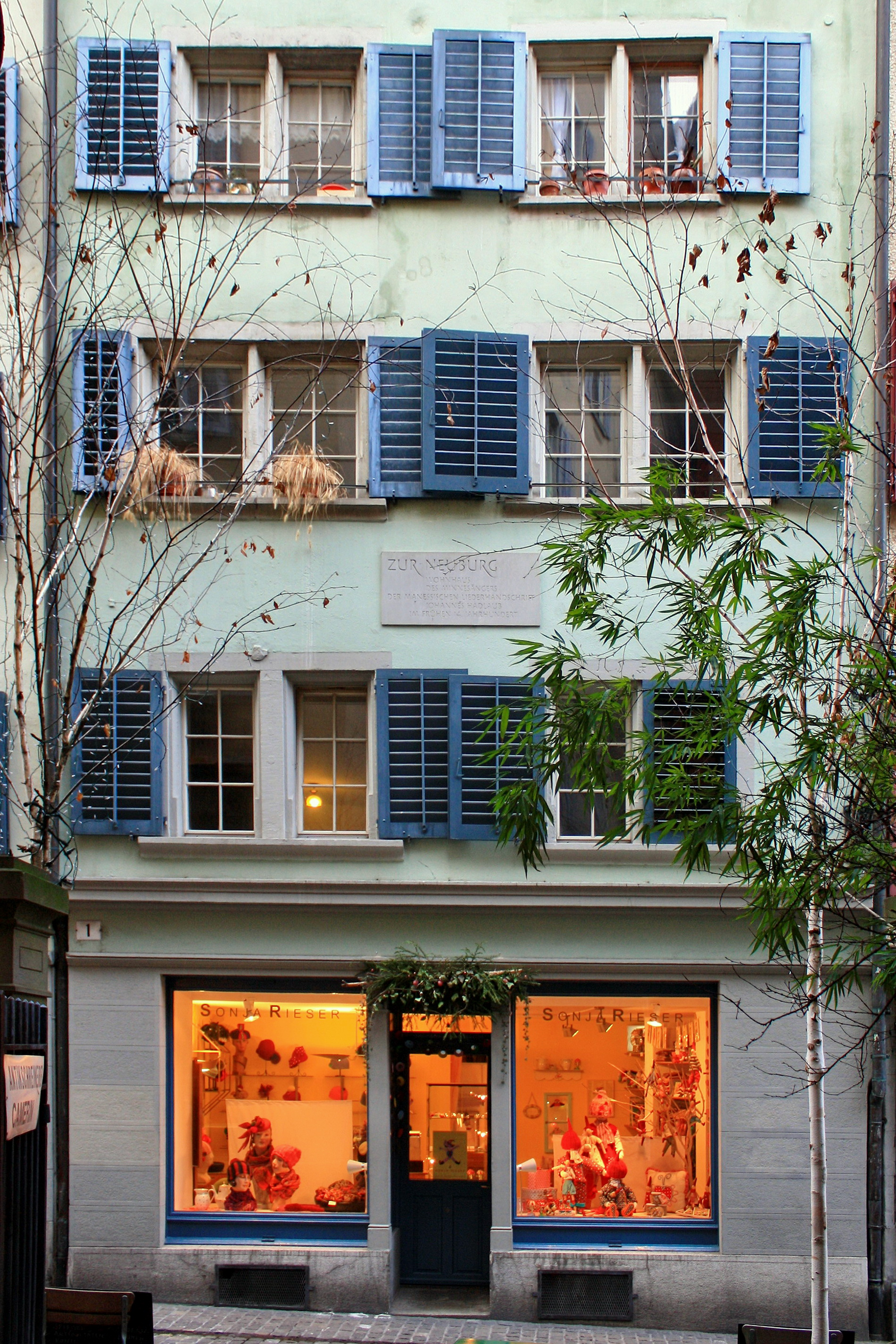
L'abitazione di Hadlaub al Rindermarkt a Zurigo

Gli studiosi suppongono che il paroliere medio-alto tedesco Johannes Hadlaub possa essere identificato nel borghese zurighese Johannes Hadeloube, sul quale ci sono varie prove documentali: a) L'acquisto di una casa nel quartiere di Neumarkt da parte di Johannes Hadeloube il 4 gennaio 1302 è documentato nei registri della città e della campagna di Zurigo (vgl. UB Bd. 7, Nr. 2 628). La casa era situata tra Jakobs Brunen huse e Wernhers Vinken huse, il che significa che Hadlaub viveva nelle vicinanze di due note famiglie nobili zurighesi. Un'altra voce nei documenti testimonia in Chuonrat Phentzi, il camerlengo del canonicato, il successivo proprietario della casa (vgl. Necrologia Germaniae I, S. 557: Eintrag zum 23. Februar sowie die dazugehörige Anm.). Anche un Burchardum Hadlubum nel 1260 e un Peter Hadloup negli anni 1308, 1309, 1310 e 1311 sono menzionati nei documenti di Zurigo. b) L'annuario della prevostura del Grossmünster registra il giorno della morte di Hadlaub il 16 marzo, ma senza dare l'anno preciso (vgl. Necrologia Germaniae I, S. 559). Poiché tutte le voci dell'obituario sono state annotate prima del 1340, si può presumere che Hadlaub sia morto tra gli anni 1302 e 1340. c) Un'indicazione a riguardo della moglie di Hadlaub ("uxor Johis Hadelop") si trova nella 2ª Urbarrolle della prevostura. Il documento evidenzia che la moglie di Hadlaub era tenuta a pagare le tasse e di conseguenza aveva una sua proprietà. Il fatto che famiglie più o meno note fossero vicine di Hadlaub, e più tardi proprietarie della sua casa, suggerisce che Hadlaub avesse una condizione di vita agiata. Se si tiene anche conto della fortuna personale di sua moglie, si può supporre che Hadlaub abbia condotto una vita borghese di una certa prosperità. L'ipotesi di Sillib che Hadlaub, "vista la sua grossolana poesia paesana", provenga dalla classe contadina può quindi essere confutata.
Altre ipotesi sulla vita e le vicissitudini di Hadlaub possono essere formulate sulla base degli studi delle sue opere e della particolare situazione storica di Zurigo, ma rimangono comunque speculazioni.

## La traccia di Hadlaub nel manoscritto C del Codex Manesse
Della Manessische Liederhandschrift di Hadlaub sono sopravvissuti un totale di 51 canzoni, tre leichs e una miniatura. Il testo e la miniatura con la didascalia "Meister Johans Hadloub" nella base del manoscritto C sono classificati nel gruppo dei "meister". Sia il corpus delle canzoni che l'illustrazione occupano una posizione privilegiata all'interno del manoscritto.

### Il testo
Le canzoni di Hadlaub sono sopravvissute nel Grossen Heidelberger Liederhandschrift C (chiamato anche Codex Manesse, Manessische Liederhandschrift) solo nel 34° volume. Un'eccezione sono i versi dall'1 al 13 del canto 49 ("Gioire nella nobile notte"), che sono stati tramandati anche nel manoscritto bernese.

### Le miniature
La miniatura (foglio 371r), che precede la voce scritta, occupa anche una posizione speciale all'interno del programma pittorico della collezione di canzoni, poiché la sua composizione pittorica a due zone la distingue dalle altre illustrazioni del manoscritto. La doppia miniatura è ancora assegnata allo stock di base, cioè lo stock originale della collezione di canzoni, e datata al 1305.
Le due metà dell'immagine raffigurano ciascuna i passaggi iniziali delle prime due canzoni di Hadlaub. Le illustrazioni sono separate l'una dall'altra nel centro dell'immagine da una striscia merlata che corre orizzontalmente, ma sono collegate tra loro nel bordo destro dell'immagine dalla cornice comune così come dalla torre, che è resa riconoscibile come una chiesa dal campanile e dal terminale. Grazie a questa composizione, le unità pittoriche sono presentate come autosufficienti, ma allo stesso tempo si sottolinea l'unità dell'insieme pittorico.